# Метельков Сергій Олександрович
Сергі́й Олекса́ндрович Метелько́в (1903 , Ярославська губернія, Російська імперія  — не раніше 2 липня 1942 , Севастополь, СРСР ) — радянський військовик та державний діяч. Депутат Верховної Ради УРСР 1-го скликання (1938–1942).

## Біографія
Народився 1903 року в багатодітній бідній селянській родині в селі Гаврилово, тепер Ярославська область, Росія.
До 1922 року працював у сільському господарстві, допомагаючи батькові. З 1922 по 1925 рік — тесляр з найму в будівельній конторі. У 1924 році вступив до комсомолу.
З 1925 року служив на Військово-морському флоті СРСР, був молодшим командиром електриків на флоті.
Член ВКП(б) з 1930 року.
Брав активну участь в комсомольській та партійній роботі, обирався секретарем партійного бюро служби спостереження і зв'язку, членом партійної комісії, тимчасовим членом військового трибуналу Чорноморського флоту.
Станом на 1938 рік — лейтенант Чорноморського флоту (ЧФ).
26 червня 1938 року обраний депутатом Верховної Ради УРСР 1-го скликання по Ново-Українській виборчій окрузі № 122 Одеської області.
Під час німецько-радянської війни — начальник підводно-кабельної партії відділу зв'язку Головної бази Чорноморського флоту, військове звання капітан.
Зник безвісти (загинув) 2 липня 1942 року під час боїв в Севастопольському оборонному районі.

## Звання
- лейтенант (1938)
- капітан

## Нагороди
- орден «Знак Пошани» (22.02.1938)

## Родина
- Був одружений, мав дитину. Під час війни родина перебувала в евакуації в місті Алма-Ата Казахської РСР.